# Streptostyla turgidula
Streptostyla turgidula е вид коремоного от семейство Spiraxidae.

## Разпространение
Видът е разпространен в Гватемала, Коста Рика и Никарагуа.